# Figlie di Gesù (Verona)
Le Figlie di Gesù sono un istituto religioso femminile di diritto pontificio: le suore di questa congregazione pospongono al loro nome la sigla F.d.G.

## Storia
La congregazione venne fondata dal sacerdote italiano Pietro Leonardi (1769-1844): membro della congregazione dell'Oratorio, promosse diverse iniziative umanitarie per l'assistenza gratuita agli infermi e l'educazione dei giovani abbandonati.
Dopo il periodo napoleonico, durante il quale Leonardi patì anche il carcere per la sua fedeltà a Pio VII, nel 1812 fondò a Verona le Figlie di Gesù con lo scopo di sostituire le congregazioni soppresse nell'istruzione della gioventù. L'istituto venne approvato da Luigi di Canossa, vescovo di Verona, nel 1866; le Figlie di Gesù conobbero una rapida diffusione soprattutto nei ducati estensi.
Le Figlie di Gesù ottennero il pontificio decreto di lode il 21 dicembre 1941 e vennero approvate definitivamente dalla Santa Sede il 1º dicembre 1954.

## Attività e diffusione
Oggi le numerose sedi della congregazione ospitano scuole d'infanzia, primarie e secondarie di primo grado.
Oltre che in Italia, sono presenti in Africa (Angola, Costa d'Avorio) e nelle Americhe (Argentina, Brasile); la sede generalizia è a Verona.
Al 31 dicembre 2005, la congregazione contava 327 religiose in 46 case.